# Bioczujnik
Bioczujnik (biosensor) – część urządzenia pomiarowego stosowanego w biotechnologii i medycynie.
Bioczujnik składa się z części biologicznej  i części aparaturowej przetwarzającej sygnał odebrany przez część biologiczną. Dużą przewagą biosensorów nad klasycznymi czujnikami elektrycznymi jest ich wysoka zdolność wybiórcza konkretnych elementów w badanym środowisku, jak związków chemicznych, białek czy nawet mikroorganizmów. 
Oznacza to, że odpowiedź tego bioczujnika będzie zachodzić dla ściśle określonych warunków. Pozwala to tworzyć bardzo wyspecjalizowaną aparaturę pozwalającą wykrywać zmiany na poziomie molekularnym. Bioczujniki mogą być oparte na receptorach chemicznych, immunologicznych lub biokatalitycznych.
Jako bioczujnik starego typu w części biologicznej używa się często żywą tkankę roślinną lub zwierzęcą. Są one nietrwałe – tkanka zazwyczaj powinna być żywa.
W nowszych zastosowaniach dąży się do użycia jak najmniejszej części biologicznej, dążąc do nanometrowych rozmiarów organelli, enzymu lub pojedynczej biocząsteczki.
Podstawowa klasyfikacja bioczujników:
| Typ                 | Zasada działania | Selektywność                                                       | Granica wykrywalności |
| ------------------- | --- | ------------------------------------------------------------------ | --------------------- |
| Immunosensor        | Detekcja analitu na podstawie specyficznych interakcji przeciwciało-antygen. Możliwość detekcji komórek zwierzęcych, roślinnych, bakteryjnych a także białek i cukrowców.                              | Duża względem analizowanego składnika w próbce                     | 50-100 komórek/ml     |
| Chemoreceptosensor  | Detekcja sygnału na podstawie specyficznych oddziaływań między cząsteczką analittu a cząsteczką specjalnie zaprojektowanego chemoreceptora. Możliwość detekcji białek, receptorów i kanałów błonowych. | Głównie rozpoznawane są duże rodziny białek o podobnej strukturze. | 10 nmol/ml            |
| Sensor enzymatyczny | W działaniu wykorzystuje katalizę enzymatyczną określonego substratu przez dany enzym. Możliwa detekcja większej ilości substratów w próbce.                                                           | Ograniczona przez specyficzność substratową wykorzystanego enzymu. | 100 nmol/ml           |
| Sensor DNA          | Działanie opiera się na interakcjach pomiędzy specyficznymi sondami molekularnymi a DNA zawartym w analizowanej próbce. Detekcja komórkowego DNA.                                                      | Wysoka w względem poszukiwanej próbki.                             | >pmol/ml              |
| Sensor tkankowy     | Zawiera w części sensorycznej fragment tkanki. Działanie oparte na specyficznych interakcjach między tkanką a analitem.                                                                                | Niska względem wykrywanych molekuł lub komórek.                    | 100 nmol/ml           |
| Sensor bakteryjny   | Jako komponent sensoryczny służą komórki bakteryjne, których genom koduje enzymy katalizujące tworzenie się fluorescencyjnych związków.                                                                | Wysoka względem wykrywanych molekuł.                               | 10-100 nmol/ml        |

Przykłady zastosowań: 
- biosensor DNA, tranzystor polowy DNA
- biosensor tkankowy, plaster banana – służy do wykrywania neurotransmitera dopaminy
- biosensor tkankowy, wycinek kory nadnerczy połączony z elektrodą amoniakalną – służy do analizy glutaminy
- biosensor tkankowy, plasterek płatka kwitnącej magnolii przyczepiony do elektrody gazowej – wykrywa aminokwasy
- biosensor tkankowy, mięsień królika – wykrywa nukleodyd monofosforanu adenozyny
- biosensor tkankowy, pęcherz ropuchy – służy do analizy wazopresyny
- immunosensor, test ciążowy

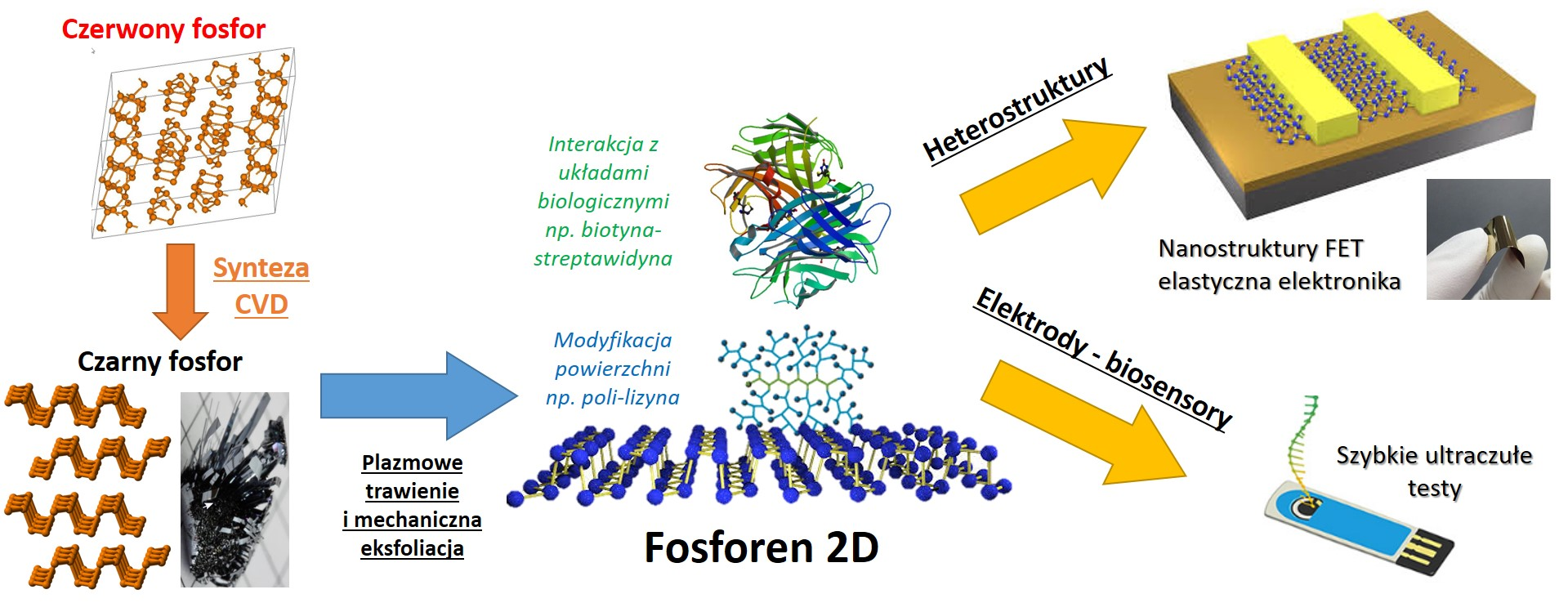
Schemat otrzymywania oraz zastosowania fosforenu w elektronice i biosensorach

W ośrodkach naukowych na świecie prowadzone są badania rozmaitych nanomateriałów, umożliwiających konstrukcję bioczujników. Np. na Politechnice Gdańskiej badane są interakcje fosforenu z materiałami biologicznymi. Jednym z potencjalnych zastosowań jest użycie fosforenu w miniaturowych biosensorach, które mogą znaleźć szerokie zastosowania w biotechnologii i medycynie.
Bibliografia: 
- Bioczujniki,  Tomasz Wojtaszek w: Problemy nr 5/1989
- Florinel-Gabriel Bănică, "Chemical Sensors and Biosensors: Fundamentals and Applications", 2012, John Wiley and Sons, Chichester UK, 576 p. ISBN 978-1-118-35423-0